# Clusiella impressinervis
Clusiella impressinervis är en tvåhjärtbladig växtart som beskrevs av B. E. Hammel. Clusiella impressinervis ingår i släktet Clusiella och familjen Calophyllaceae. Inga underarter finns listade i Catalogue of Life.